# Nocardia
Nocardia — рід нокардіоподібних, грам-позитивних, позитивних на каталазу, паличкоподібних бактерій, які спричинюють декілька захворювань, зокрема нокардіоз.
Станом на 2018 рік до роду відносять 92 види бактерій, серед яких 56 є збудниками захворювань людини.
Рід названо на честь французького бактеріолога і ветеринара Едмонда Нокарда.